# Pseudogoniodiscaster wardi
Pseudogoniodiscaster wardi är en sjöstjärneart som beskrevs av Livingstone 1930. Pseudogoniodiscaster wardi ingår i släktet Pseudogoniodiscaster och familjen ledsjöstjärnor. Inga underarter finns listade i Catalogue of Life.